# Ihor Turczyn (naukowiec)
Ihor Mykołajowycz Turczyn (Turchyn), ukr. Ігор Миколайович Турчин, ros. Игор Николаевич Турчин Igor Nikołajewicz Turczin (ur. 16 stycznia 1966 we Lwowie, zm. 5 stycznia 2021) – ukraiński naukowiec, specjalista w obszarze mechaniki, dr hab., wykładowca akademicki.

## Życiorys
W 1990 r. ukończył studia na Wydziale Mechaniczno-Matematycznym Uniwersytetu Lwowskiego, a w 1993 r. po czym rozpoczął aspiranturę. Stopień kandydata nauk uzyskał w 1995 r. na podstawie rozprawy pt. „Budowa i badanie rozwiązań mieszanych problemów niestacjonarnego przewodnictwa cieplnego i quasi-statycznej termosprężystości belek nieskończonych metodą wielomianu Czebyszewa - Lacherry(Pobudowa i doslidżennia rozwjazkiw zmiszanych zadacz nestacionarnoji tepłoprowidnosti ta kwazistatycznoji termoprużnosti piwbezmeżnych tił metodom polinomiw Czebyszewa—Łaherra)”. W 2003 r. został docentem. Był zatrudniony na stanowisku docenta na Wydziale Mechaniczno-Matematycznym Uniwersytetu Lwowskiego oraz jako adiunkt w Katedrze Mechaniki Materiałów Porowatych na Wydziale Mechatroniki Uniwersytetu Kazimierza Wielkiego w Bydgoszczy.